# Sanga
|  | Per a altres significats, vegeu «Quint Fabi Sanga». |

Els sacerdots de Sanga eren un grau dins el sacerdoci de la religió hitita. L'altre grau era el sacerdots Gudu i el tercer les sacerdotesses siwanzanna.